# Amastra spirizona
Amastra spirizona là một loài air-breathing land snail, a terrestrial pulmonate gastropoda Mollusca thuộc họ Amastridae. This species was đặc hữu của Hawaii.